# Leptopyrgota sahlbergiana
Leptopyrgota sahlbergiana är en tvåvingeart som beskrevs av Frey 1918. Leptopyrgota sahlbergiana ingår i släktet Leptopyrgota och familjen Pyrgotidae. Inga underarter finns listade i Catalogue of Life.